# Бієнтевіо сіроголовий
Бієнте́віо сіроголовий (Myiozetetes granadensis) — вид горобцеподібних птахів родини тиранових (Tyrannidae). Мешкає в Центральній і Південній Америці.

## Опис

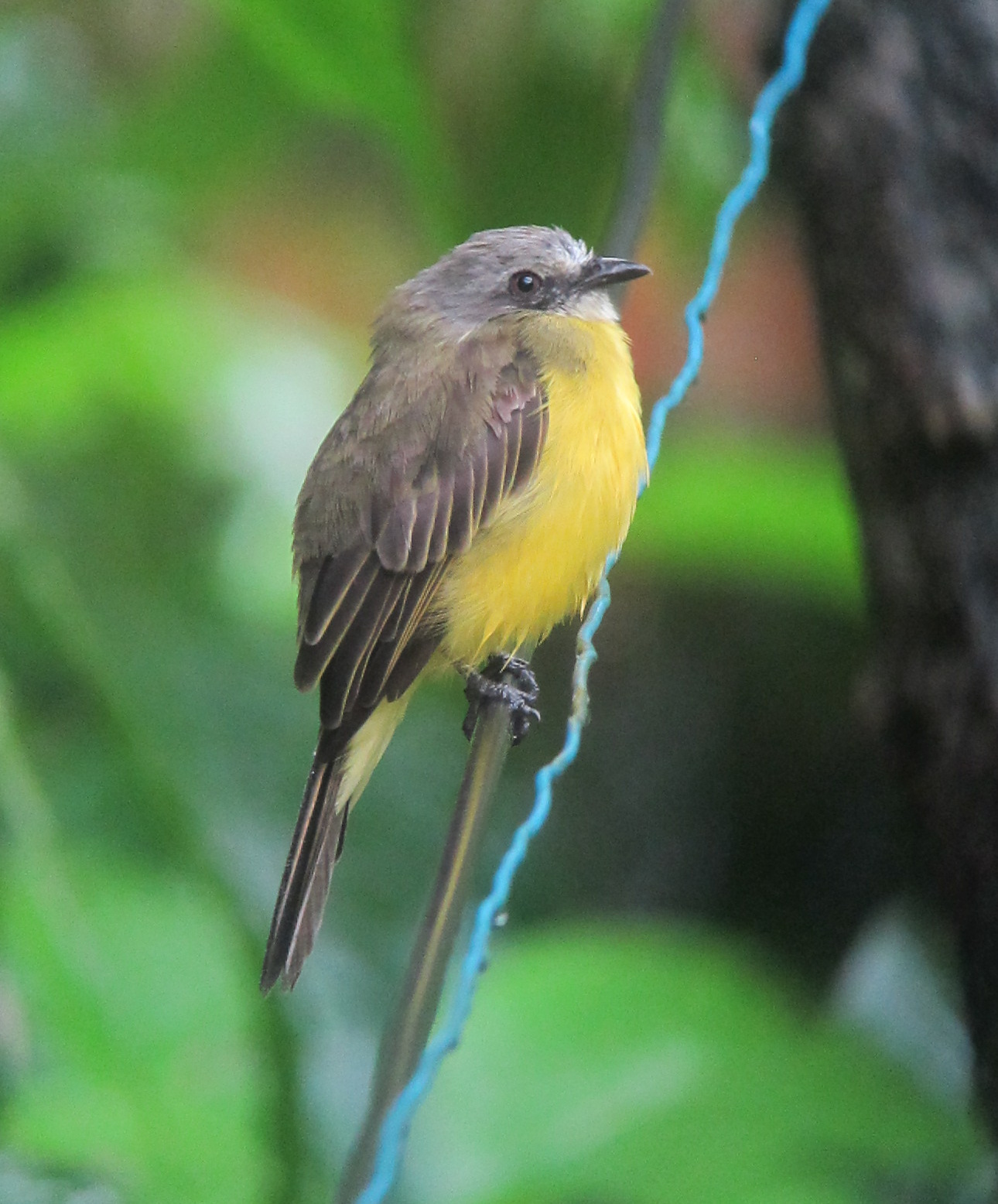
Сіроголовий бієнтевіо

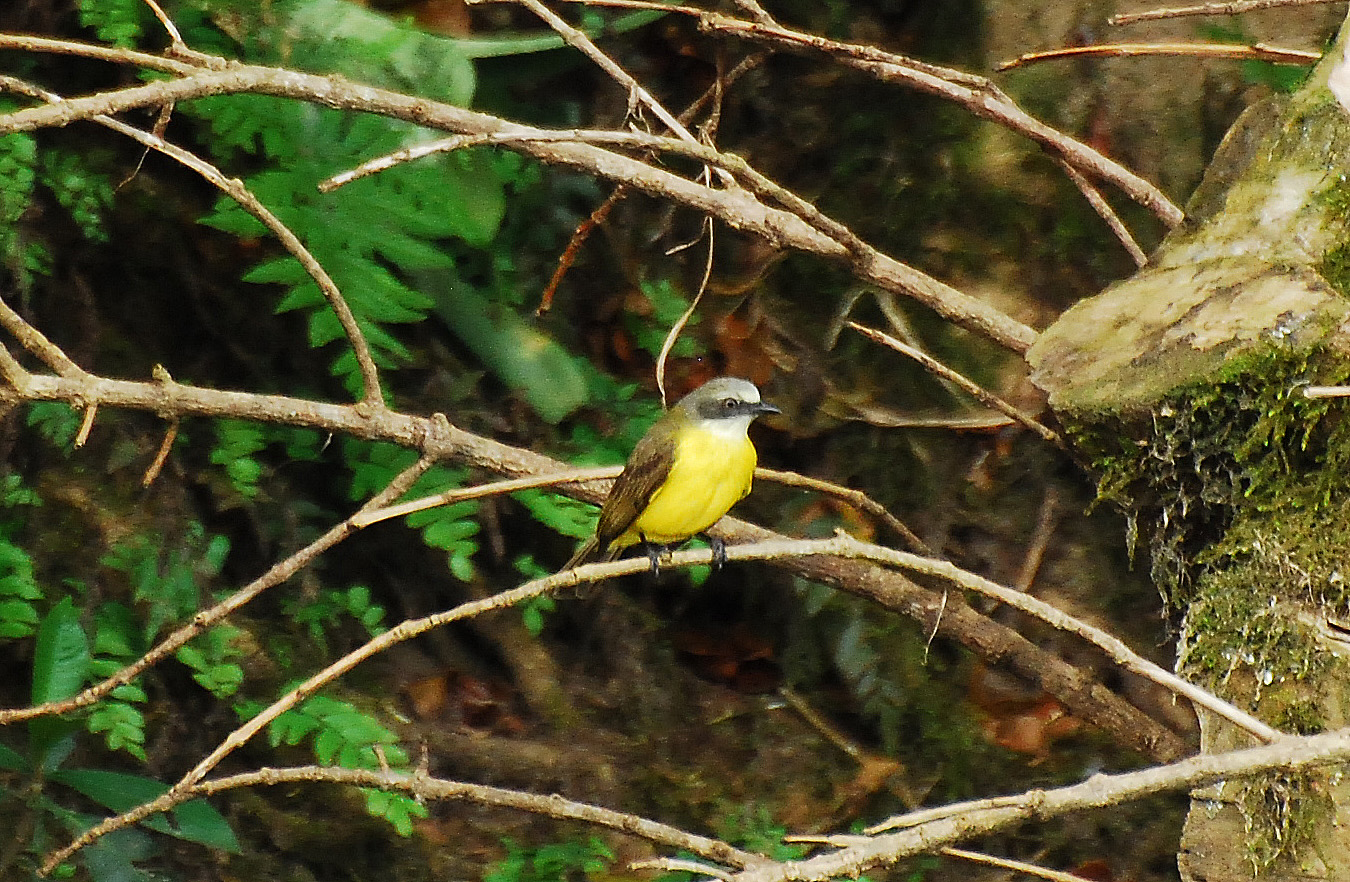
Сіроголовий бієнтевіо

Довжина птаха становить 16,5-18 см, вага 26-30 см. Голова сіра, над очима короткі, малопомітні світлі "брови". У самців на тімені малопомітна яскраво-червона смуга. Верхня частина тіла оливково-коричнева, крила і хвіст коричневі з рудуватими краями. Горло біле, нижня частина тіла жовта. У молодих птахів крила і хвіст мають каштанові краї, смужка на тімені у них відсутня.

## Підвиди
Виділяють три підвиди:
- M. g. granadensis Lawrence, 1862 — Карибські схили від східного Гондурасу до центральної Панами;
- M. g. occidentalis Zimmer, JT, 1937 — від східної Панами (Дар'єн) до західного Еквадору і північно-західного Перу (Тумбес);
- M. g. obscurior Todd, 1925 — від східної Колумбії і південної Венесуели до північної Болівії і заходу Бразильської Амазонії.

## Поширення і екологія
Сіроголові бієнтевіо мешкають в Коста-Риці, Панамі, Колумбії, Еквадорі, Перу, Болівії, Венесуелі і Бразилії. Вони живуть у вологих тропічних лісах, на узліссях, у вторинних заростях, поблизу водойм. Зустрічаються сімейними зграйками до 4 птахів, на висоті до 1300 м над рівнем моря. Живляться комахами, яких ловлять в польоті, іноді також ягодами. Інкубаційний період триває з лютого по червень. Гніздо відносно велике, закрите, розміщується на дереві або в чагарниках, часто поряд з осиним гніздом і водоймою. В кладці від 2 до 4 білуватих яєць, поцяткованих коричневими або ліловими плямками.